# Koupéla (Dablo)
Pour les articles homonymes, voir Koupéla.
Koupéla, également orthographié Kougpéla, est localité située dans le département de Dablo de la province du Sanmatenga dans la région Centre-Nord au Burkina Faso. 

## Éducation et santé
Le centre de soins le plus proche de Koupéla est le centre de santé et de promotion sociale (CSPS) de Dablo tandis que le centre médical avec antenne chirurgicale (CMA) de la province se trouve à Barsalogho et que le centre hospitalier régional (CHR) est à Kaya.
Le village possède une école primaire publique.